# Кубок Украины по мини-футболу 1994/1995
Кубок Украины по мини-футболу 1994/95 — розыгрыш национального кубка Украины по мини-футболу, который состоялся в середине 1995 года.
В финал турнира пробились победитель и серебряный призёр чемпионата страны 1994/95: днепропетровский «Механизатор» и красногоровский «Горняк». Решающий матч турнира состоялся 14 июля 1995 года в Киеве. «Механизатор» одержал победу со счётом 5:1. Мячи в составе победителей забили Юрий Миргородский, Сергей Федоренко, Александр Косенко и Алексей Ерёменко (дубль). Предупреждения у днепропетровцев получили Сергей Дюженко и Алексей Ерёменко; в составе красногоровской команды два предупреждения получил Игорь Шкурин. Обслуживали финал арбитры Валентин Савицкий и Владимир Фролов.